# Betty's Bay

Betty's Bay est une petite ville de villégiature située sur la côte de l'Overberg, une région de la province du Cap-Occidental, en Afrique du Sud.

## Étymologie
Bettys Bay tient son nom de Betty Youlden, fille d'Arthur Youlden, un des hommes d'affaires qui ont commencé le développement de la région au cours des années 1930.

## Localisation

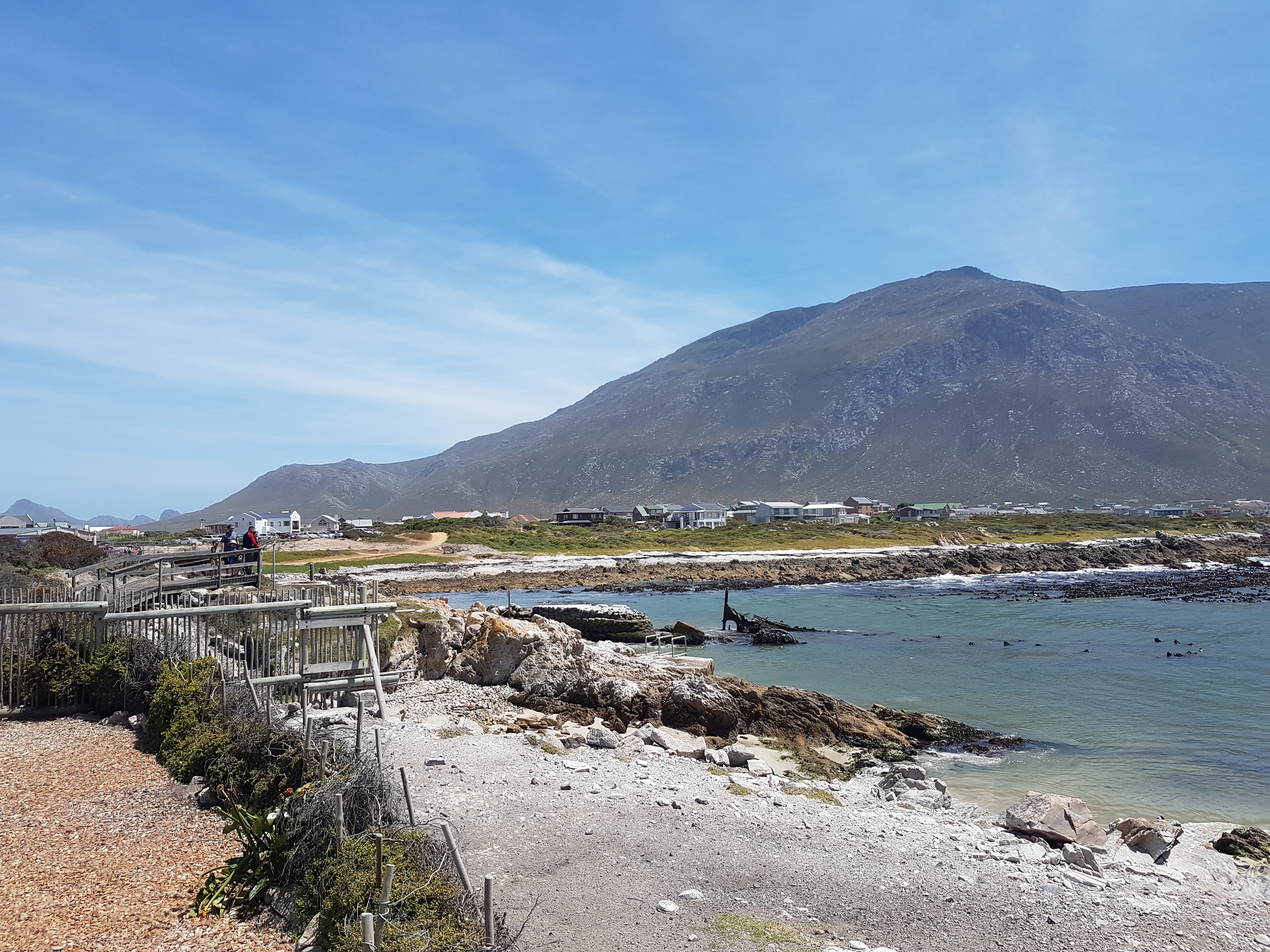
Bord de mer de Betty's Bay

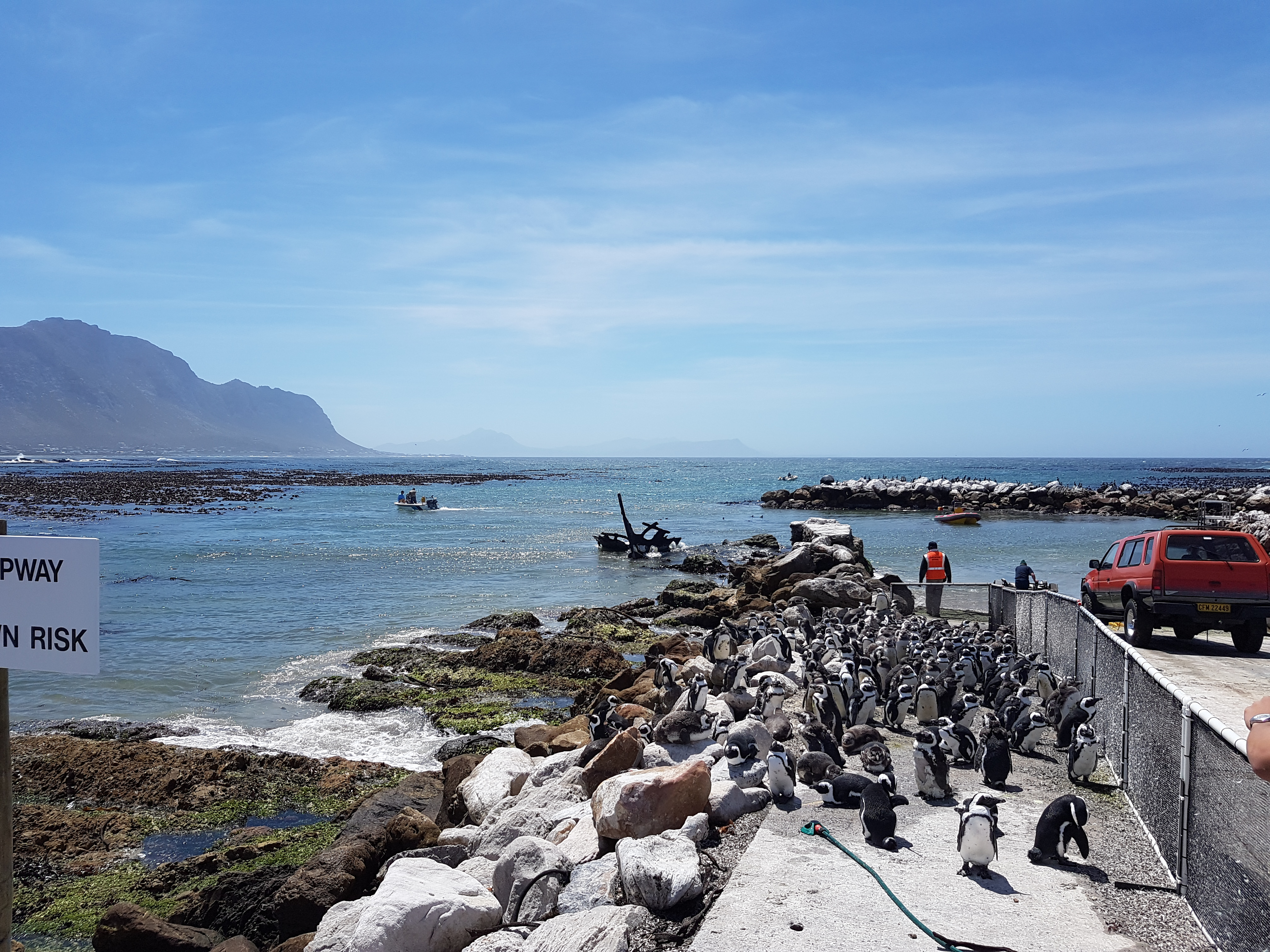
Les manchots du Cap de Betty's Bay

Betty's Bay est située à 100 km du Cap, au pied de la chaîne de montagnes du Kogelberg, sur la route panoramique R44 (en), entre Pringle Bay et Kleinmond. Ce village s'étire sur treize kilomètres, le long de la côte. Le tourisme joue un grand rôle dans l'économie de la ville en raison de sa popularité auprès des vacanciers de la province du Cap-Occidental et de la ville du Cap en particulier.

## Démographie
Selon le recensement de 2011, Betty's Bay compte 1 380 habitants (72,71 % de blancs sud-africains, 21,16 % de coloureds et 3,70 % de noirs), majoritairement de langue maternelle afrikaans (60,43%) et anglaise (36,45 %).

## Histoire
À l'époque coloniale, Betty's Bay était censée être un lieu de prédilection pour les esclaves fugitifs.
En 1912, Betty's Bay est devenue une station baleinière officielle, et ce jusqu'aux années 1930. Des vestiges de la station de chasse à la baleine subsistent à Stony Point.

## Sites d'intérêt
Betty's Bay abrite le jardin botanique national Harold Porter (en) ainsi qu'une colonie de manchots du Cap.

## Personnalités locales
- Hendrik Verwoerd, premier ministre, et son épouse possédaient une résidence secondaire à Betty's Bay.